# بلير رودمان
بلير رودمان (بالإنجليزية: Blair Rodman)‏ هو لاعب بوكر أمريكي، ولد في 5 أبريل 1954 في تروي في الولايات المتحدة.